# DODONGO!
DODONGO!（どどんご-）は、1990年10月から1993年3月まで読売テレビで放送されたバラエティ番組。

## 概要
1988年から2年間に亘って放送された「ざまぁKANKAN!」のコンセプトを受け継ぐ形で始まった番組。2度のタイトル変更等を含むリニューアルを経て2年半に亘って放送された。
本記事では便宜上、「DODONGO」、「その気!アルマジロ」、「やる気!アルマジロ」と表記する。

## 各番組内容

### DODONGO!
「ざまぁKANKAN!」のコンセプトを受け継ぐ形で始まった番組で生放送をやめて公開収録で放送された。前番組より森脇健児・山田雅人・川下大洋に加え、新たに北野誠・羽野晶紀らをレギュラー陣に加えた。コント企画や、スタジオ内で電話告白する視聴者参加型企画「QIダイヤル」をメインに放送されたが、1991年4月に「その気!アルマジロ」にリニューアルされた。

### その気!アルマジロ
1991年4月から始まった番組で「DODONGO!」時代のメインレギュラー5人が継続して出演した。リニューアルにより恋愛バラエティ番組の要素が強くなり、1名の女性が5名の男性の中から誰を交際相手に選ぶかをクイズ形式で答える視聴者参加型企画「TVアルマジロシステム」のほか、「DODONGO!」で放送されていた「QIダイヤル」が継続。後期は「QIダイヤル」に変えて、視聴者参加カップルと番組レギュラーチームが街頭アンケートの順位を予想しブラックジャックの要領で得点を競う「ランキングJACK」等のコーナーが企画され人気を呼んだ。1992年9月に終了。同時に当時東京の仕事が増えていた森脇が降板した。

### やる気!アルマジロ
1992年10月に始まった番組で放送時間も移動し30分に縮小、森脇以外のレギュラーに加え、竹井輝彦がレギュラーメンバーに加わった。前番組のお見合いコーナーが無くなり、前述の「ランキングJACK」のみの放送となった。

## レギュラー
- 森脇健児（その気!アルマジロまで出演）
- 山田雅人
- 川下大洋（ナレーション、番組構成を担当）
- 北野誠
- 羽野晶紀
- 竹井輝彦（やる気!アルマジロから出演）
- 小川恵理子（DODONGO!まで出演）

## スタッフ
- プロデューサー・ディレクター　山田典昭
- チーフプロデューサー　岡島英次

| 読売テレビ 土曜17時枠（1990.10-1992.9）     | 読売テレビ 土曜17時枠（1990.10-1992.9） | 読売テレビ 土曜17時枠（1990.10-1992.9） |
| 前番組                                      | 番組名                                  | 次番組                                  |
| ------------------------------------------- | --------------------------------------- | --------------------------------------- |
| 再放送枠                                    | DODONGO ↓ その気!アルマジロ             | 再放送枠                                |
| 読売テレビ 土曜18時後半枠（1992.10-1993.3） |                                         |                                         |
| 再放送枠                                    | やる気!アルマジロ                       | モグモグGOMBO (日本テレビ制作)          |